# Sergi Escobar
Sergi Escobar Roure (ur. 22 września 1974 w Lleidzie) – hiszpański kolarz torowy i szosowy, dwukrotny medalista olimpijski oraz pięciokrotny medalista torowych mistrzostw świata.

## Kariera
Pierwszy sukces w karierze Sergi Escobar osiągnął w 1999 roku, kiedy zajął trzecie miejsce w wyścigu Cursa Ciclista de Llobregat. W 2003 roku wystąpił na mistrzostwach świata w Stuttgarcie, gdzie w indywidualnym wyścigu na dochodzenie był trzeci, ulegając tylko Brytyjczykowi Bradleyowi Wigginsowi oraz Australijczykowi Luke'owi Robertsowi. W 2004 roku zdobył aż cztery medale: dwa brązowe na igrzyskach olimpijskich w Atenach oraz złoty i brązowy na mistrzostwach świata w Melbourne. Pierwszy medal olimpijski zdobył w indywidualnym wyścigu na dochodzenie, w którym wyprzedzili go jedynie Wiggins oraz inny Australijczyk - Bradley McGee, a po kolejny medal, w drużynowym wyścigu na dochodzenie, sięgnął wspólnie z Carlosem Castaño, Asierem Maeztu i Carlosem Torrentem. W Melbourne wygrał w wyścigu indywidualnym, a w drużynie Hiszpanie w tym samym składzie co na igrzyskach zajęli trzecie miejsce. Na rozgrywanych rok później mistrzostwach świata w Los Angeles Hiszpan był indywidualnie drugi, przegrywając walkę o złoto z Niemcem Robertem Bartko. Ponadto na mistrzostwach świata w Palma de Mallorca w 2007 roku był indywidualnie trzeci, za Wigginsem i Bartko. Pojawił się również na igrzyskach olimpijskich w Pekinie w 2008 roku, jednak indywidualnie był siódmy, a w drużynie dziesiąty. Na mistrzostwach świata w Kopenhadze w 2010 roku wraz z kolegami zajął ósme miejsce. Escobar wielokrotnie zdobywał medale mistrzostw kraju, zarówno w kolarstwie szosowym jak i torowym.